# Бронкхорст, Ян Герритс ван
Ян Герритс ван Бронкхорст  (нидерл. Jan Gerritsz van Bronckhorst; 1603, Утрехт — не позднее 22 декабря 1661, Амстердам) — голландский художник эпохи Золотого века Нидерландов, рисовальщик и гравёр в технике офорта. Также выполнял эскизы для витражей. Работал в Париже, Брюсселе и Амстердаме.

## Биография

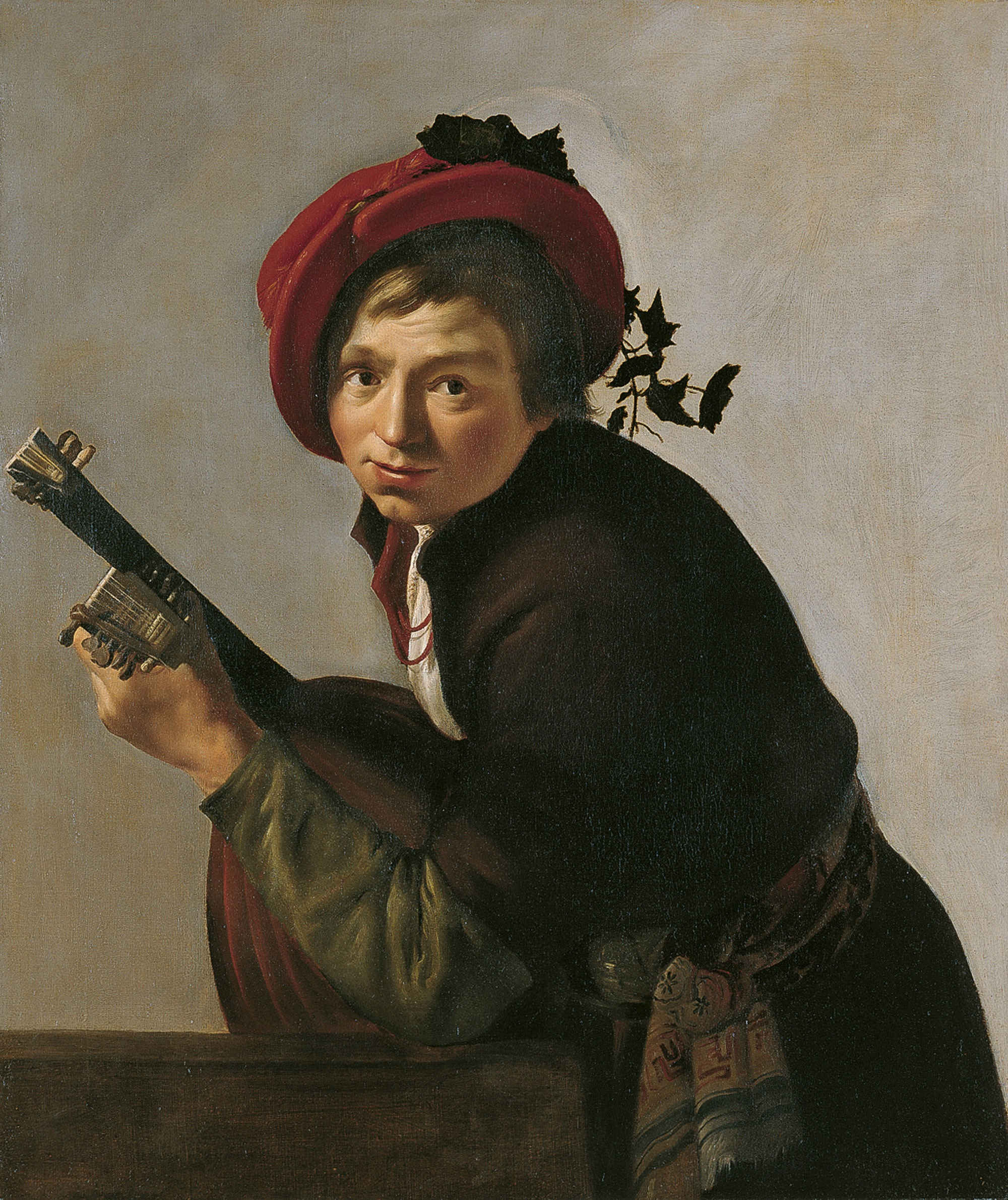
Юноша, играющий на мандолине. Музей Тиссена-Борнемисы, Мадрид

Уроженец Утрехта, сын садовника. Обучался живописи в Утрехте, Аррасе и Париже. В 1622 году вернулся в Утрехт, где продолжил своё обучение в мастерской Геррита ван Хонтхорста, где в совершенстве освоил технику гравюры. 
В 1626 году художник женился и примерно в то же время начал самостоятельную карьеру. В 1628 году он работал в Брюсселе, где занимался восстановлением витражей в церкви Богоматери Саблонской.
Занимался иллюстрированием книг в технике офорта. В 1637 году штатгальтер (правитель) Нидерландов Фредерик Генрих Оранский поручил ему гравировать батальную сцену осады Бреды. В 1647 и 1658 годах художник работал над созданием витражей для церкви Ньиве керк в городе Амстердаме, а примерно с 1650 года постоянно проживал в этом городе.
Среди других заказов, он выполнил росписи органа в церкви Ньиве керк и помещений новой ратуши Амстердама (ныне — королевский дворец). 
Эти заказы приносили солидный доход, однако сегодня Ян Герритс ван Бронкхорст куда больше известен, как гравёр и станковый живописец.
В 1661 году художник скончался в Амстердаме и был похоронен в церкви Вестеркерк. Гравюры работы ван Брокхорста сегодня хранятся в Государственном Эрмитаже, а также во многих ключевых европейских музеях. 
Российский дореволюционный энциклопедический словарь Брокгауза и Ефрона ошибочно именует этого художника Иоганн Георг Бронкгорст.

## Галерея

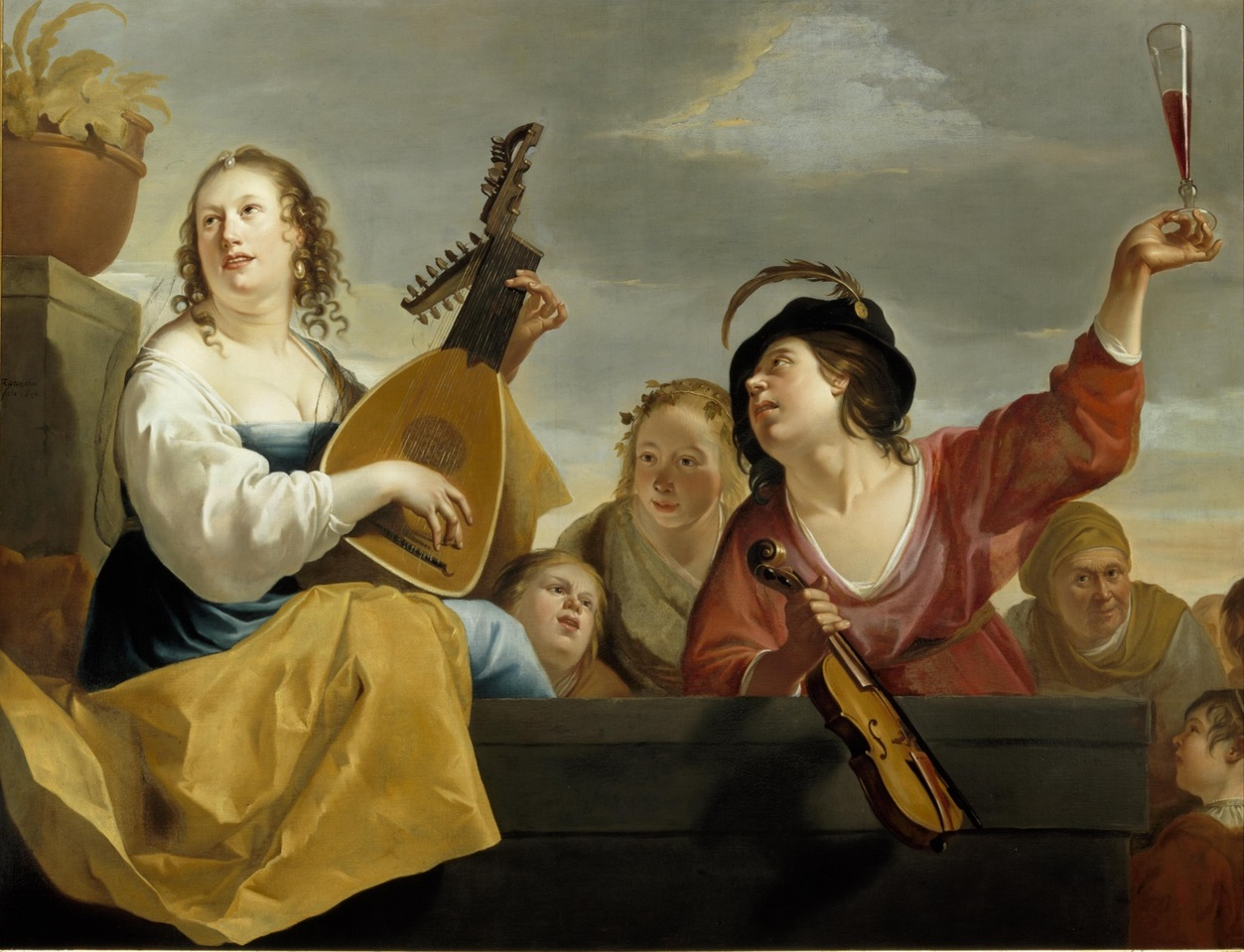
Музицирующая компания. Центральный музей Утрехта, Нидерланды
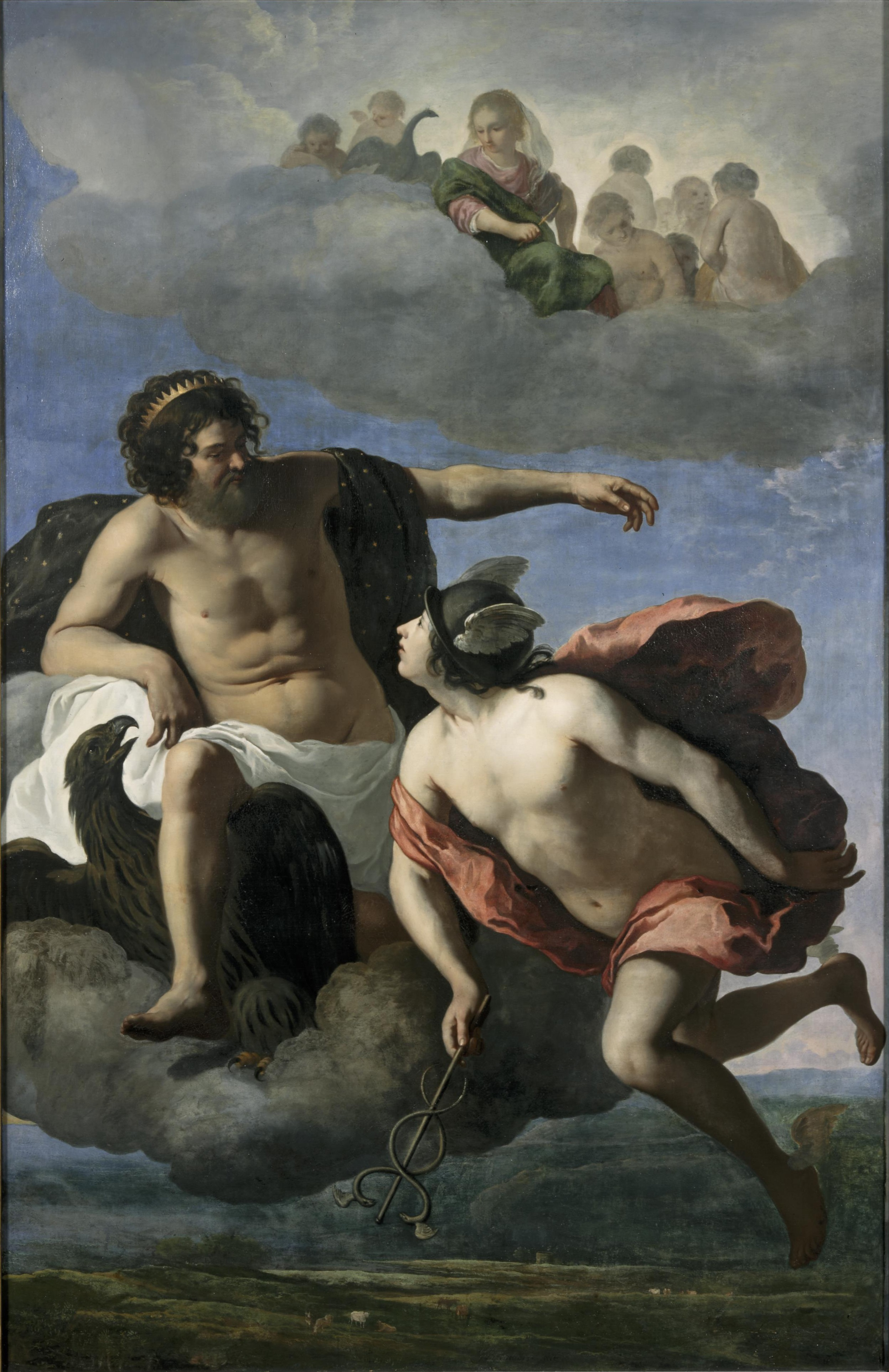
Зевс отправляет Гермеса к Аргусу. Центральный музей Утрехта, Нидерланды
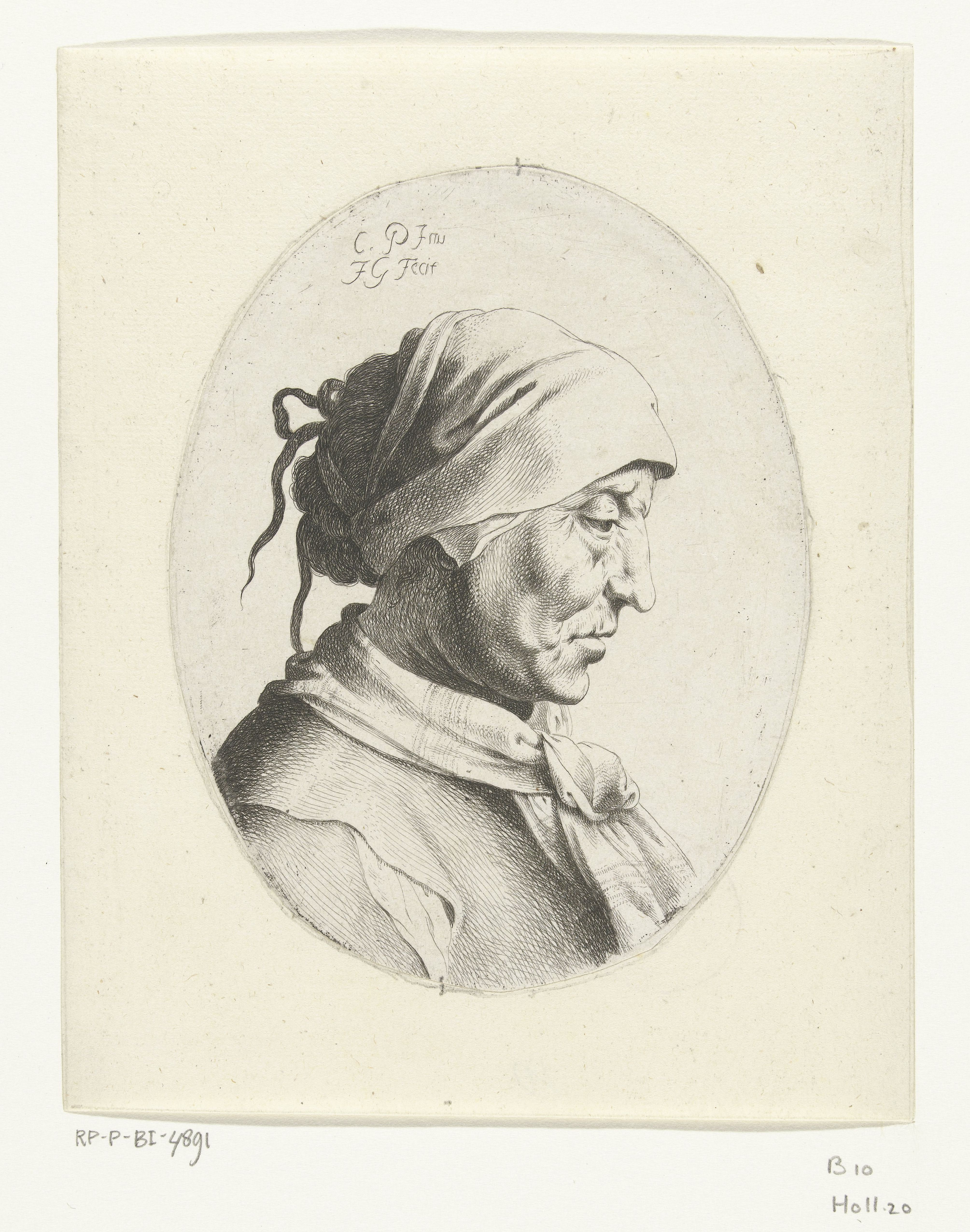
Портрет старухи. Рейксмюсеум, Амстердам
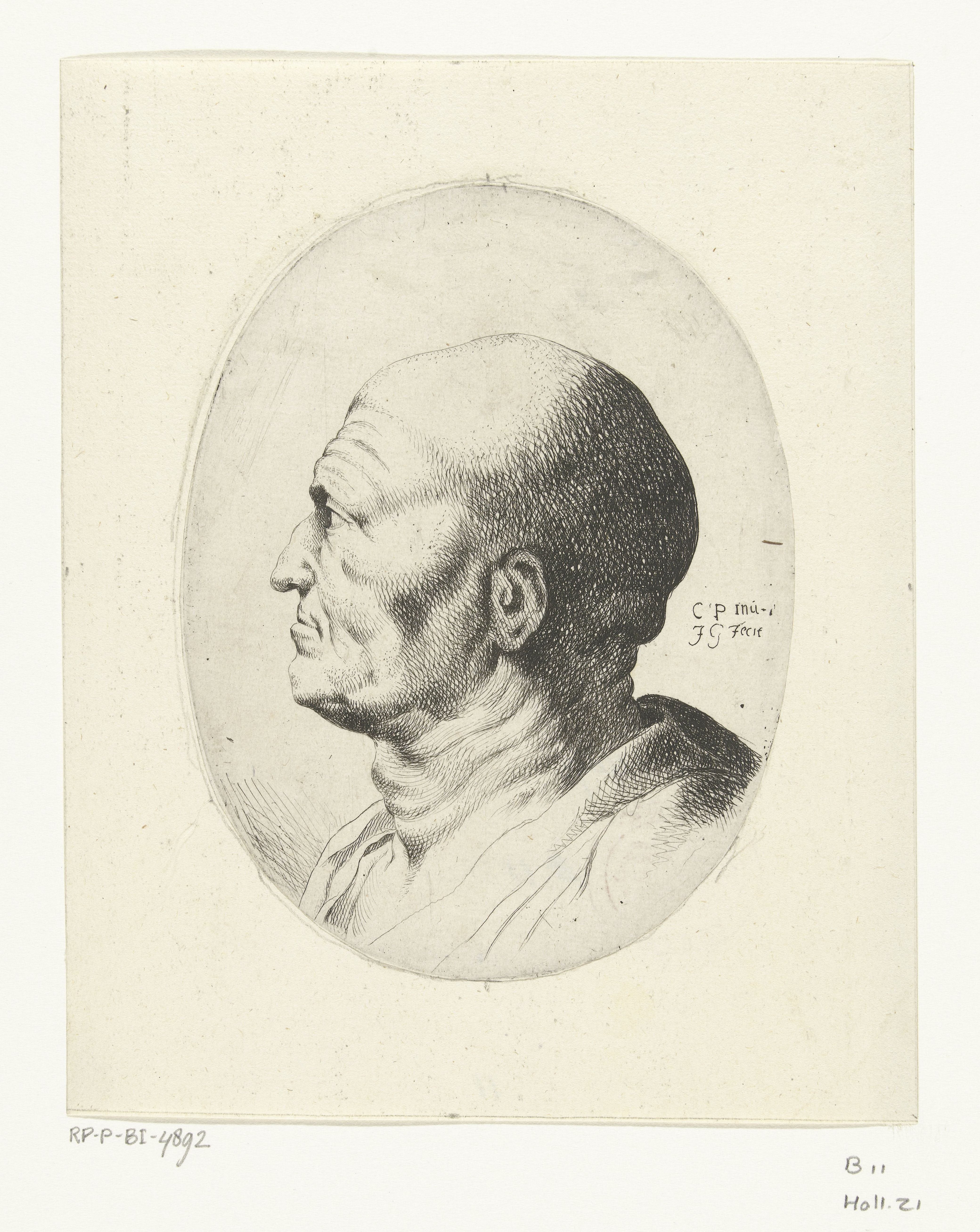
Портрет старика. Рейксмюсеум, Амстердам
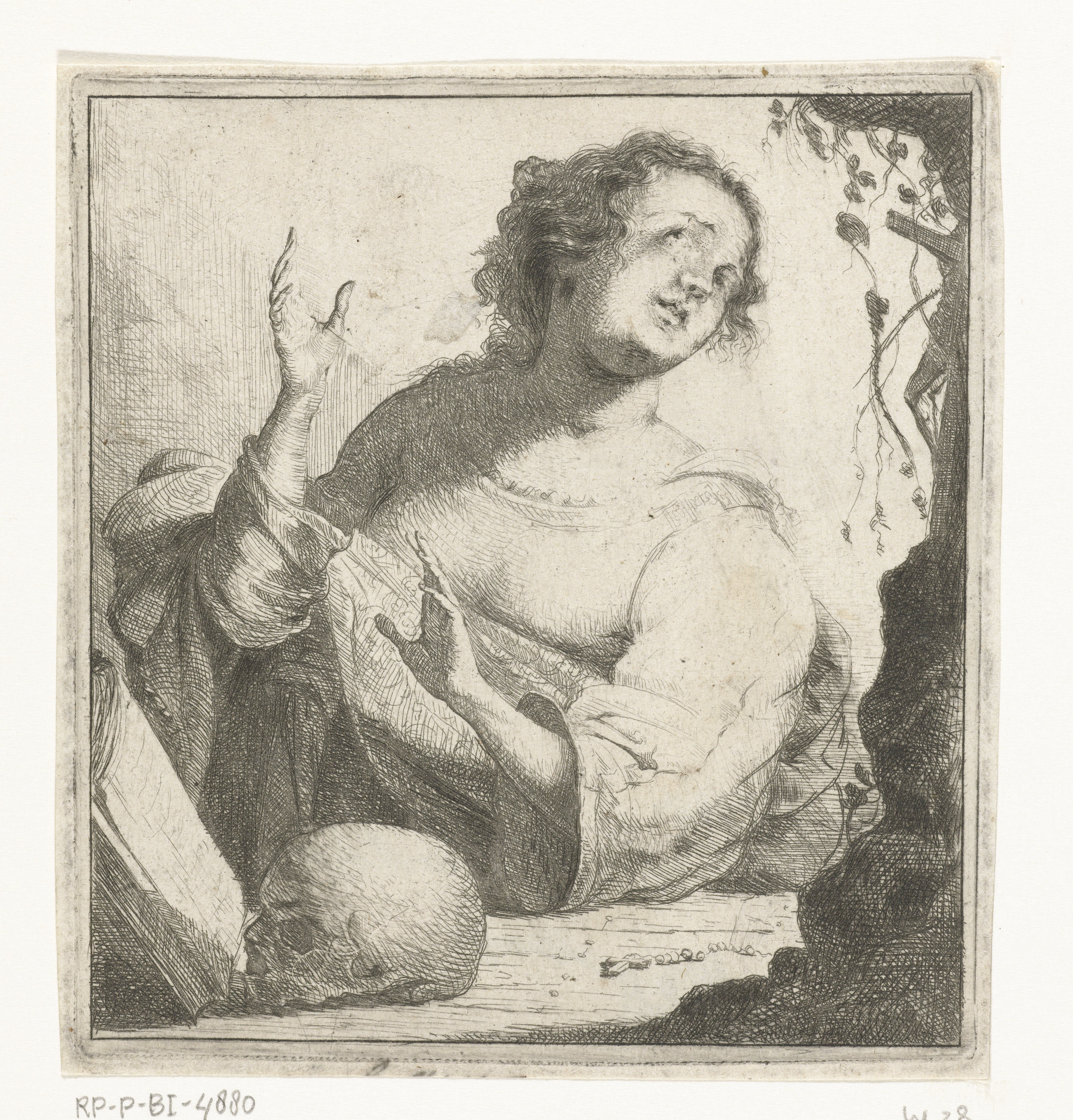
Кающаяся Мария Магдалина. Рейксмюсеум, Амстердам
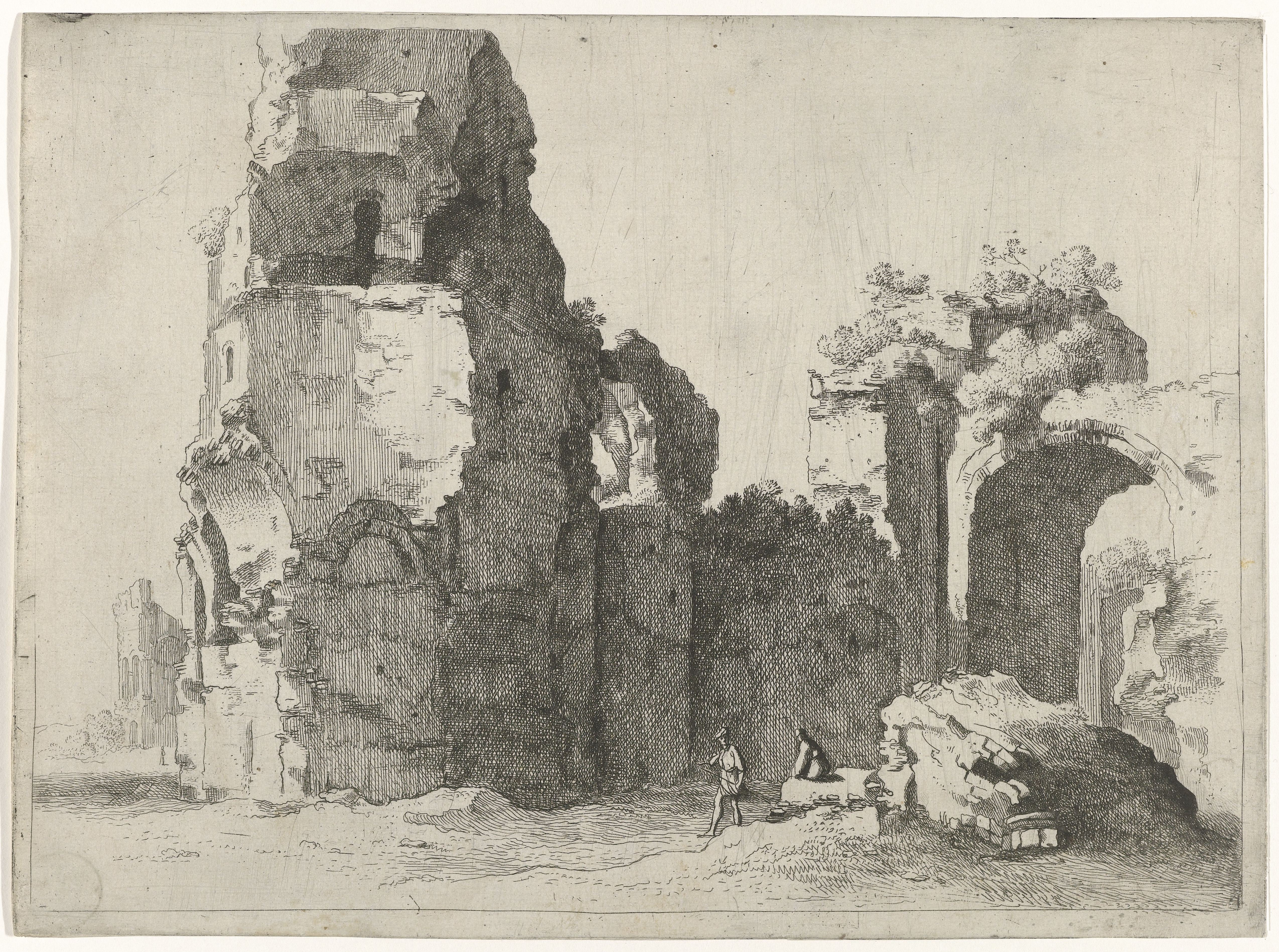
Романтические руины с двумя фигурами. Рейксмюсеум, Амстердам
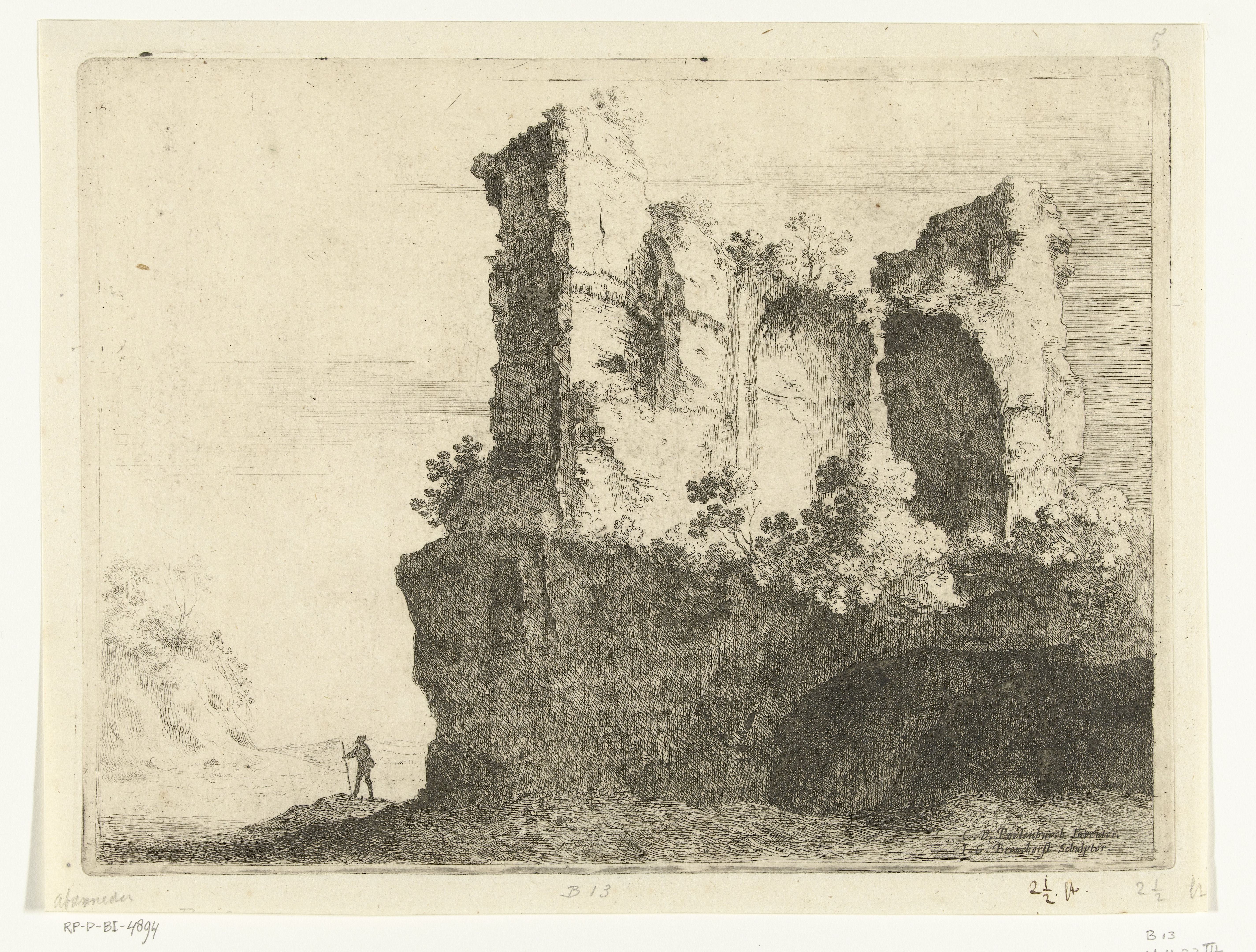
Романтические руины. Рейксмюсеум, Амстердам
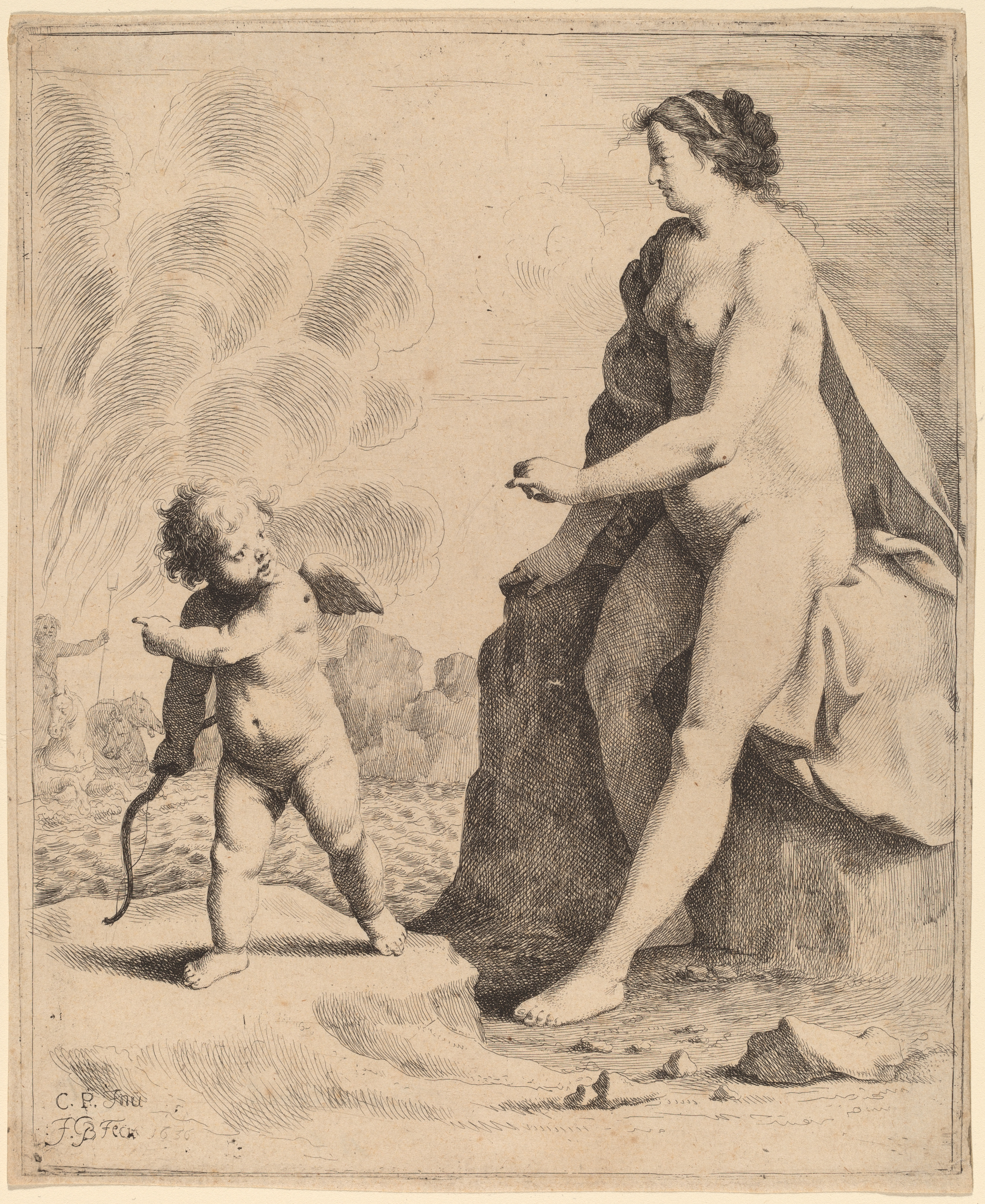
Венера и купидон. Гравюра Бронкхорста с  оригинала Корнелиса ван Пуленбурга. Национальная галерея искусства. Вашингтон, округ Колумбия
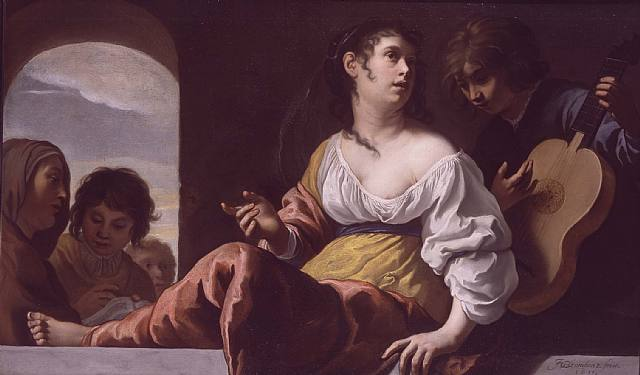
Музицирующая компания на баллюстраде
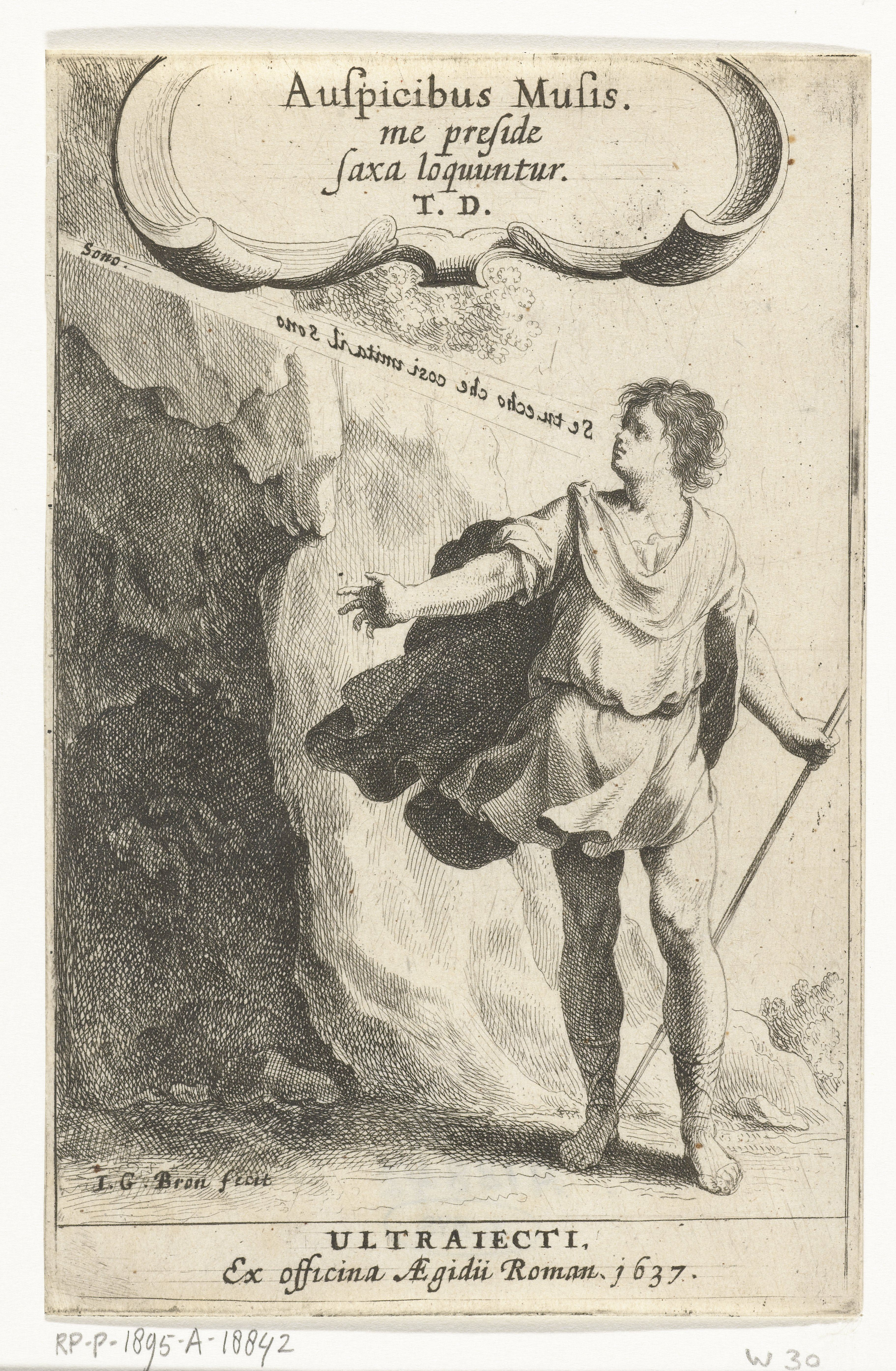
Титульный лист книги с гравюрой Бронкхорста. Рейксмюсеум, Амстердам
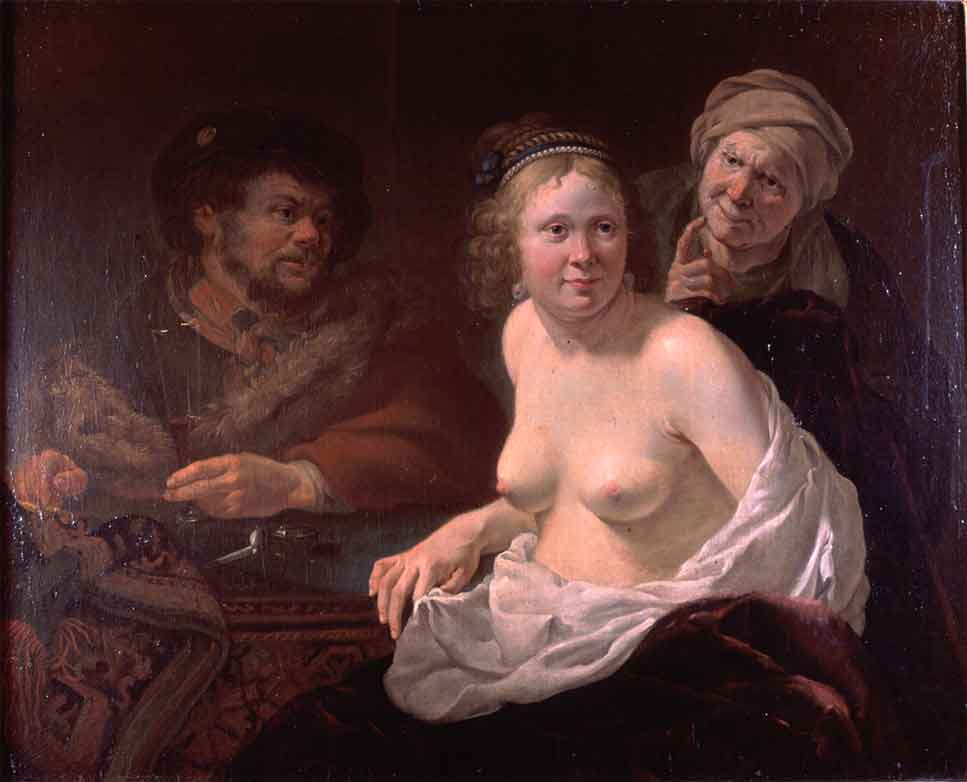
Сводница. Национальный музей Брукенталя, Сибиу, Румыния